# والتر کامینسکی
والتر کامینسکی (آلمانی: Walter Kaminsky؛ زادهٔ ۷ مهٔ ۱۹۴۱) یک شیمی‌دان اهل آلمان است.